# Seelisberg
Seelisberg är en ort och kommun vid Vierwaldstättersjön i kantonen Uri, Schweiz. Bergsängen Rütli är belägen inom kommunen. Kommunen har 738 invånare (2023).